# Chute Mpoumé
Chute Mpoumé är ett vattenfall i Kamerun.   Det ligger i regionen Centrumregionen, i den sydvästra delen av landet, 70 km sydväst om huvudstaden Yaoundé. Chute Mpoumé ligger 585 meter över havet.
Terrängen runt Chute Mpoumé är huvudsakligen platt. Chute Mpoumé ligger nere i en dal. Trakten runt Chute Mpoumé är glesbefolkad, med 16 invånare per kvadratkilometer. Närmaste större samhälle är Makak, 10,0 km norr om Chute Mpoumé. I omgivningarna runt Chute Mpoumé växer i huvudsak städsegrön lövskog.